# Pol Pelletier
Pol Pelletier (nascuda Nicole Pelletier, a Ottawa el 6 de novembre de 1947) és una dona de teatre, actriu, autora i pedagoga feminista del Quebec. La seva germana és la periodista Francine Pelletier. Ha sigut cofundadora i co-directora de dues de les companyies que han marcat la història del teatre al Quebec, el Teatre Experimental de Montreal (1975-1979) i el Teatre Experimental de les Dones (1979-1985).
Durant els anys 90 va fundar la companyia Pol Pelletiers, amb la qual va crear diversos espectacles, entre els quals destaquen la trilogia Joie, Ocean et Or que van rebre diversos premis, com la Masque de l'interprétation feminine, que li va atorgar el 1988 l'Académie du Théatre. És l'autora d'un mètode propi, el mètode Dojo per a entrenament i perfeccionament d'artistes escènics.

## Biografia
Nascuda en el si d'una familia poliglota a Ottawa, es va llicenciar en lletres a la Universitat d'Ottawa. Va començar a participar en el món del teatre durant l'adolescència. Des dels 22 anys, ha actuat a Ottawa, Stratford, Toronto, Québec i Montréal. El 1974 va encetar un projecte de recerca teatral amb Jean-Pierre Ronfard i Robert Gravel. Aquest treball els va portar a la creació, el 1975, del Teatre Experimental de Montreal (Théâtre Expérimental de Montréal) que va estar actiu entre 1975 i 1979. Aquell mateix 1979 Pol Pelletier va fundar, juntament amb Louise Laprade i Nicole Lecavalier el Théâtre Expérimental des Femmes que romandria actiu fins al 1985.
Entre 1985 i 1988 va estar viatjant, fins que el 1988 va fundar el Dojo per a actors, un lloc amb l'objectiu de promoure l'entrenament continu pels professionals del sector, mitjançant programes específics. La seva intenció era recuperar la figura de l'actor total, que canta, actua i balla.
El 1992 va publicar i interpretar Joie, un resum de més de vint anys de treball, reflexions i recerca. Un any després, crearia la Compagnie Pol Pelletier per facilitar la difusió de l'espectacle, que va tenir diverses representacions i versions a festivals d'arreu, des de Tunis a São Paulo, així com a diverses ciutats de França i el Quebec.
Tres anys més tard, el 1995 Pelletier va escriure i interpretar Océan, seguida d'Or, que es publicaria el 1997. Amb aquestes tres obres, es va tancar una trilogia. Posteriorment, va esdevenir promotorla de la campanya per una gestió responsable de l'aigua al Quebec, Eau Secours! i el mateix any va presentar l'espectacle Cérémonie d'Adieu.
| «                | Je suis une dinosaure. Je pense que je pratique une forme très archaïque de théâtre. Je suis vraiment une conteuse. Et une conteuse, c’est une porte sur l'univers. En fait, je fais du théâtre comme au temps des Grecs | » |
| — Pol Pelletier, | |   |

Posteriorment va encetar un projecte fallit per crear un teatre i espectacle multicultural al Quebec. A la Casa Loma, un cabaret històrica abandonat, va reformar-ho i habilitar-ho com un espai que esdevingués un centre d'entrenamentt per a actors. Durant més d'un any, va treballar amb una desena d'actor amateurs sobre diverses temàtiques de diverses cultures. L'espectacle mai acabaria veient la llum, però tot el procés va ser documentat en un film per Carlos Ferrand. Pelletier es va arruinar i va marxar a viure a Bretanya durant tres anys, gràcies a una beca d'artistes en residència.
El 2004, de retorn al Quebec, va crear una versió del seu dojo pel gran públic, i entre 2005 i 2008 va estar a França interpretant obres com Nicole, c’est moi o Une Contrée sauvage appelée Courage, creada amb un músic bretó i una coreògrafa danesa. De nou a Mont-real, el 2008 va fundar l'École Sauvage, una companyia de produccions artístiques diverses. Durant el mateix període crea les obres La Pérégrin chérubinique, de Jovette Marchessault, al Museu de l'Amèrica Francesa, al Quebec, i Tisser les vivants, obra escrita per Nathalie Papin especialment per a Pelletier.
Més endavant faria produccions com Une Contrée sauvage appelée Courage (Ex-Centris, Montréal), el monòleg Folie, tiré, entre d'altres. El 2015 va presentar l'espectacle La Robe Blanche, una obra autobiogràfica sobre ser una dona quebequesa i feminista a Mont-real. El 2017 va participar en una estada la Residència Faber d'Olot.

## Espectacles destacats
- 14 Femmes rapatriées
- Hélène et Louky
- Prélude au 6 décembre
- La Robe blanche
- Une contrée sauvage appelée courage
- Folie
- La Pérégrin chérubinique
- Nicole, c'est moi
- Or
- Océan
- Joie
- La lumière blanche
- La Peur surtout
- À ma mère, à ma mère, à ma mère, à ma voisine
- Spectacle africain
- Célébrations
- La Nef des sorcières

## Premis i reconeixements
- Masque de l'interprétation feminine (1988)
- Meilleure comédienne de l'année (1993)
- Artiste de l'année (1993)
- Meilleur texte de l'année (1995)
- Personnalité de l'année (1995)
- Palmarès des dix meilleurs spectacles de l'année (1966 i 1997).[3]